# David Wilkie (Maler)

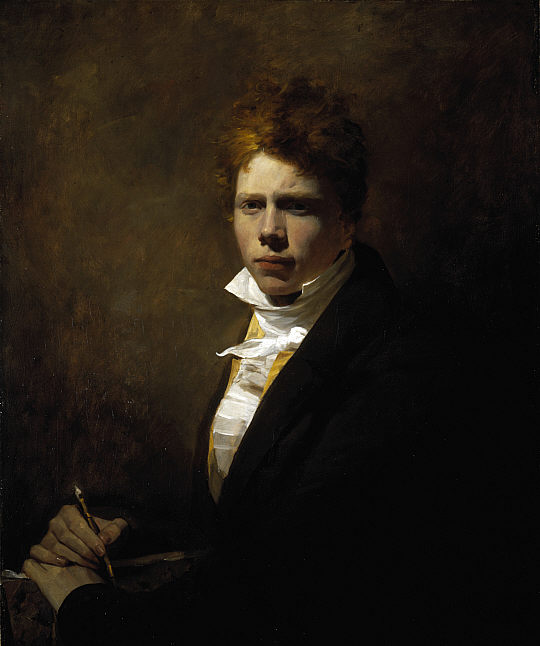
Selbstbildnis im Alter von ca. 20 Jahren

Sir David Wilkie RA (* 18. November 1785 in Cults in der schottischen Grafschaft Fife; † 1. Juni 1841 auf See an Bord eines Schiffes bei Gibraltar) war ein schottischer Maler.

## Familie
Wilkie stammte aus einer Familie aus Midlothian und war der dritte Sohn des Geistlichen David Wilkie (1738–1812) und dessen dritter Ehefrau Isabella (genennt „Bell“, geborene Lister), eine Tochter des Bauern James Lister aus Pitlessie Mill. Sein Vater hatte zuvor am 18. Oktober 1776 mit Mary Campbell († 8. Februar 1777), eine Schwester von George Campbell, geheiratet. Anschließend heiratete er am 3. November 1778 seine Cousine Peggie Wilkie, die am 28. März 1780 bei der Geburt eines Sohnes starb. Am 4. Oktober 1781 hatte er Isabella geheiratet. Sein Bruder John Wilkie wurde am 13. August 1782 geboren und nach seinem Großvater benannt. Der zweite Bruder James Wilkie (3. Juli 1784) wurde nach dem Vater der Mutter benannt.
Wilkie war nie verheiratet. Er wohnte zuletzt in der Nähe von Kensington, wo ihm eine seiner Schwestern Helen Wilkie den Haushalt führte. Sein Bruder Thomas Wilkie war als Händler tätig. In seinem Testament bedachte er beide zu gleichen Teilen mit einer Erbschaft.

## Leben
Schon als Kind begann er Skizzen von Personen in ein kleines Buch zu zeichnen, das er immer  bei sich trug. Im Alter von etwa sieben Jahren wurde in die Schule geschickt von Pitlessie. Hier fertigte er Porträts seiner Schulkameraden, die er gegen Stifte oder Murmeln eintauschte. Anfang 1797 wechselte er auf die Schule in Kettle, wo John Strachan (1778–1867), der spätere Bischof von Toronto, sein Lehrer war. In Kettle erlernte Wilkie das Weben und die Schuhmacherei und erfand eine mechanische Drehmaschine für die Herstellung von Modellen von Mühlen und Kutschen.
Mit 14 Jahren kam Wilkie im November 1799, mit einem Empfehlungsschreiben von David Leslie, 8. Earl of Leven an den Sekretär der Trustees’ Academy of Design George Thomson ausgestattet, als Schüler an die Royal Scottish Academy in Edinburgh. Die Schule wurde zu jener Zeit von dem Maler John Graham (1754–1817) geleitet, der den Jungen ohne diese Empfehlung nicht aufnehmen wollte.
1804 verließ er die Schule in Edinburgh und kehrte zu Cults zurück. Hier porträtierte er unter anderem Mitglieder seiner Familie und stellte seine Werke aus. Er verkaufte eines seiner Werke für 25 £ an Mr. Kinnear aus Kinloch. Anschließend versuchte er sich eher erfolglos als Porträtmaler in Aberdeen und anderen Orten und schiffte sich am 20. Mai 1805 in einem Leith-Paketschiff nach London ein. So kam er 1805 an die Royal Academy of Arts in London. 1806 konnte er sich u. a. mit seinen Bildern Die Dorfpolitiker und Der blinde Fiedler erfolgreich an der großen Ausstellung der Akademie beteiligen; letzteres wurde von der Nationalgalerie angekauft.
Im Jahr 1814 besuchte er Paris und hielt sich zeitweise in Holland auf. Wilkie bereiste von 1825 bis 1828 in Italien, Deutschland, die Schweiz und Spanien, wo er eine Reihe Szenen aus dem Krieg auf der Pyrenäischen Halbinsel (1808 bis 1814) malte. Er schloss sich dem Stil von William Hogarth an.
Die nach seiner Rückkehr aus Spanien entstandenen Bilder sind mehr von Tizian und Velazquez beeinflusst. Zu den Bildern aus dieser Periode gehören ferner Der Herr ist ausgegangen (1834) und Christoph Kolumbus (1835). 1830 wurde er zum ersten Hofmaler ernannt. In dieser Eigenschaft malte er viele Porträts, auch aus der königlichen Familie. 1836 wurde er in den Ritterstand erhoben.
Ferner entstanden die historischen Gemälde: Papst Pius VII. in Fontainebleau, dem Kaiser Napoléon Bonaparte die Unterzeichnung des Konkordats verweigernd, die Flucht Maria Stuarts von der Burg Lochleven (1837), General David Baird, den Leichnam des Tippu Sahib auffindend (1839), Paul III. und Benvenuto Cellini.

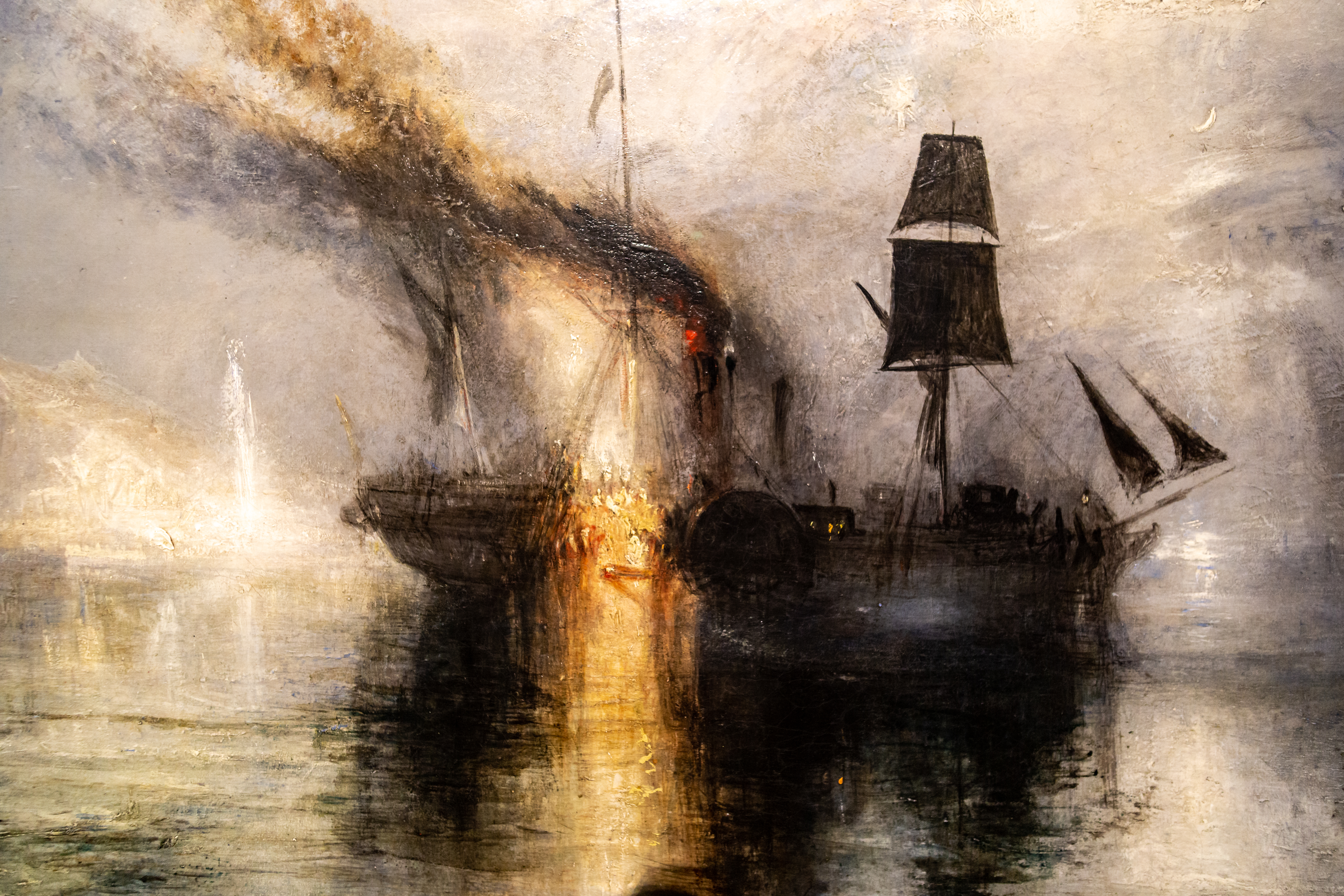
Seebestattung (William Turner)

1840 begab sich Wilkie auf eine Reise in den Orient. Er kam über Holland und Deutschland nach Konstantinopel, wo er ein Porträt des jungen Sultans Abdul Medjid anfertigte. Er besuchte Smyrna und kam am 27. Februar 1841 in Jerusalem an. Im April verließ er Jerusalem und trat seine Heimreise an. Am 26. April war Wilkie in Alexandria, wo er den berühmten Sultan Muhammad Ali Pascha malte. Am 26. Mai setzte er seinen Heimweg fort. Er wurde auf Höhe von Malta von einer Krankheit befallen und starb plötzlich am Morgen des 1. Juni 1841, kurz nachdem sein Schiff Gibraltar verlassen hatte. Aufgrund der Quarantänebestimmungen wurde er auf See bei 36° 20 nördlicher Breite und 6° 42 westlicher Länge ⊙ im Meer beigesetzt. Diesen Vorfall hielt der Maler Joseph Mallord William Turner in einem Bildnis fest.
Die meisten seiner Werke sind in königlichem Privatbesitz.

## Ehrungen (Auswahl)
- Im Jahr 1809 wurde Wilkie zunächst Associate und 1811 Vollmitglied der Royal Academy.
- 1830 wurde er von König Georg IV. als Nachfolger von Thomas Lawrence zum Hofmaler (englisch Painter in Ordinary of the King) ernannt und von König Wilhelm IV. in dieser Stellung bestätigt.
- 1836 wurde er in den Adelsstand erhoben (baronisiert).
- 1836 wurde er Mitglied im Institut de France
- Vor der National Gallery London wurde eine Statue von Sir David Wilkie aufgestellt, geschaffen von Samuel Joseph (1791–1850).

## Werke (Auswahl)

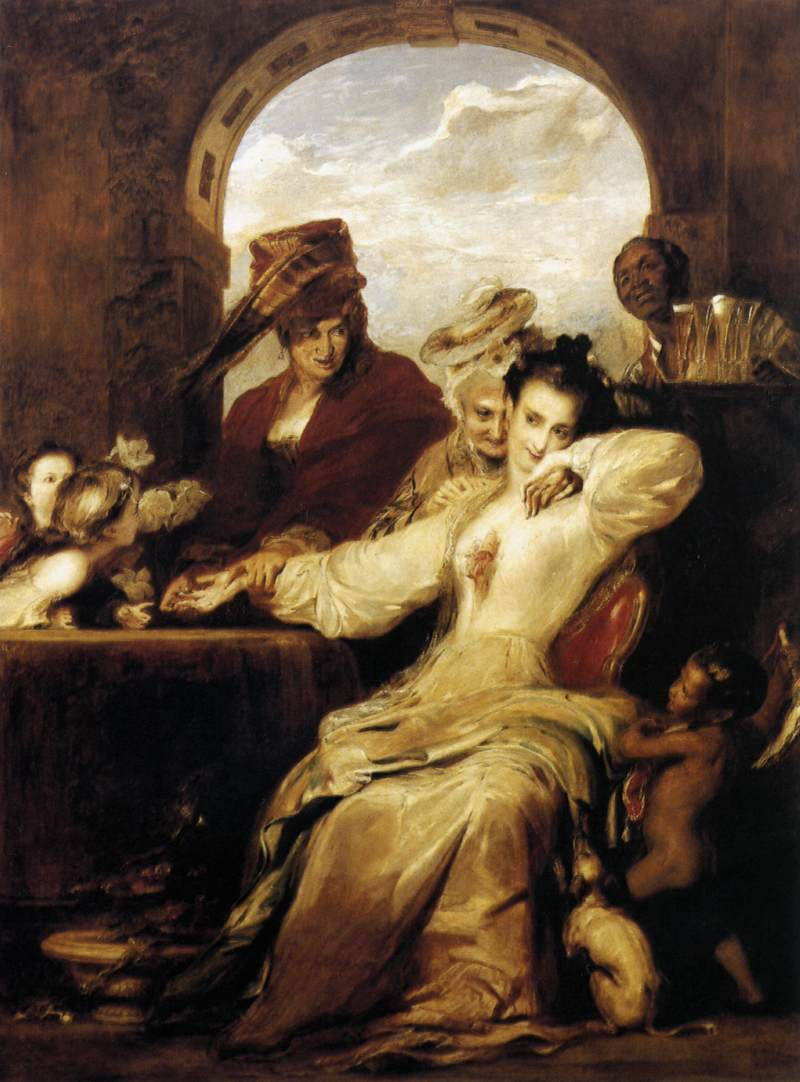
Kaiserin Josephine und die Wahrsagerin (1837)

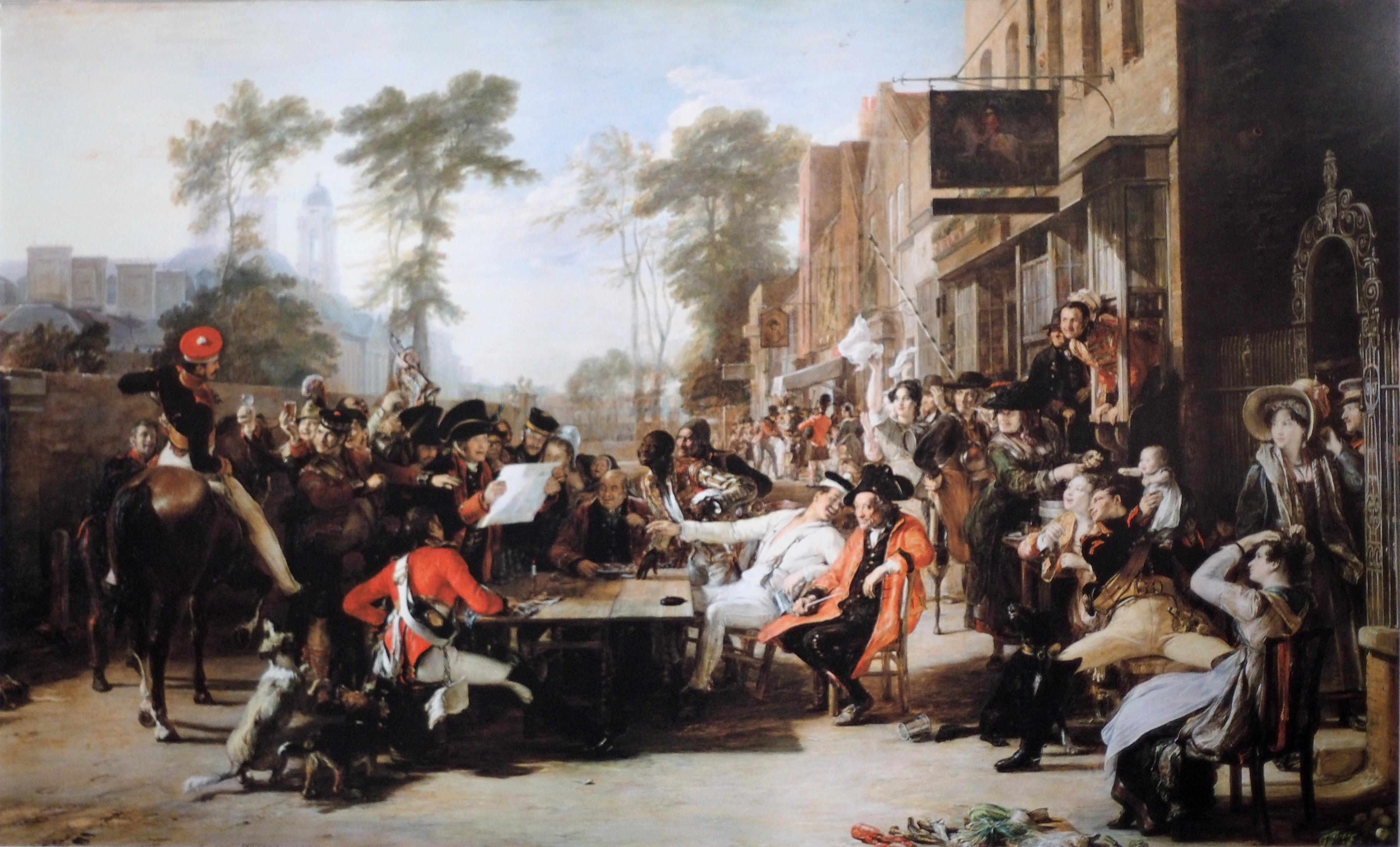
Chelsea-Veteranen lesen einen Bericht über die Schlacht bei Waterloo

- William Bethune mit Frau und Tochter (1804)
- Die Dorfpolitiker
- Der blinde Fiedler
- Die Kartenspieler (1808)
- Der verwundete Finger
- Die Pachtzahlung
- Die Kinder auf der Rattenjagd
- Der Jagdhüter
- Die Dorfkirmes (1812), Nationalgalerie
- Das Blindekuhspiel, Holz, 63 × 95 cm, London, Buckingham Palace
- Duncan Gray (1812)
- Die Auspfändung (1815)
- Das Kaninchen an der Wand (1816)
- Das Frühstück (1817)
- Der kleine Bote
- Die Familie Walter Scotts (1818)
- Die Pfennighochzeit (1819)
- Die Testamentseröffnung (1820), Pinakothek zu München
- Erratet, wer? (1821)
- Chelsea-Veteranen lesen einen Bericht über die Schlacht von Waterloo, 1822, Holz, 94 × 154 cm. London, Apsley House
- König Georgs IV. Ankunft in Leith (1822)
- Die Predigt des John Knox in der Kathedrale zu St. Andrews
- Der Büttel des Kirchspiels (1824)
- Die Gebirgsfamilie (1825)
- Die einzige Tochter (1839)
- Peep-o’day-boys-cabin
- Der Samstagabend des Tagelöhners
- Der erste Ohrring, 1835, Holz, 74 × 60 cm, London, Tate Gallery
- Kaiserin Josephine und die Wahrsagerin, 1837, Leinwand, 211 × 157 cm, Edinburgh, National Gallery of Scotland
- Mohamed Ali, 1841, Leinwand, 61 × 51 cm, London, Tate Gallery
- Pitlessie Fair, 1804, Leinwand, 58 × 107 cm, Edinburgh, National Gallery of Scotland
- Wilhelm IV. 1833, Leinwand, 264 × 173 cm, London, Apsley House
- Das Tischgebet,
- Der Tod des Rothirsches
- Die irische Whiskybrennerei (in der Eremitage zu St. Petersburg)
- William Chalmers-Bethune, seine Frau Isabella Morison und Tochter Isabella, National Gallery of Scotland, Edinburgh
- Die Mietpfändung, National Gallery of Scotland, Edinburgh
- Der Empfehlungsbrief, National Gallery of Scotland, Edinburgh
- Samuel im Tempel, National Gallery of Scotland, Edinburgh
- Die Verteidigung von Saragossa, Royal Collection
- The Cotter’s Saturday Nighter, Glasgow Art Gallery
- Die Erste Kronratssitzung der Königin Victoria, Royal Collection
- Die sitzende Dame von Constantinopel, British Museum, London